# La Marina (Alicante)
La Marina es una pedanía del municipio de Elche, en la provincia de Alicante (España). Se encuentra situada junto al mar Mediterráneo, a los pies de la Sierra del Molar, muy próxima a Guardamar del Segura y junto a las Salinas de Santa Pola. También la playa de un kilómetro y medio frente a la población de La Marina recibe el mismo nombre, esta playa separada por la pinada de este municipio. El principal acceso a La Marina es a través de la carretera nacional N-332; el código postal de este municipio es 03194.

## Geografía
Cuenta con playas no urbanas, con sistemas de dunas y grandes pinadas. La playa principal (Las Pesqueras) tiene 1100 metros de longitud, aunque se continúa al sur con la playa de Los Tusales de Guardamar del Segura.

## Historia
La historia de La Marina está muy marcada su relación con la fundación y obra del cardenal Belluga, que desarrolló una importante labor en la comarca de la Vega Baja del Segura, donde impulsó la colonización de nuevas tierras, la fundación de núcleos de población nuevas en zonas de marjales o pantanosas, desecando las mismas para el uso agrícola. Del antiguo poblado de San Francisco de Asís en la Sierra del Molar, ya que fue a partir del abandono debido a las fiebres palúdicas del área de la marjales y pantanos de la Vega Baja, cuando La Marina se traslada de su antigua ubicación, y comienza a ser construido como núcleo urbano en su actual emplazamiento frente a la costa litoral.

## Demografía
La Marina cuenta con 2026 habitantes (INE 2021). La Marina presentó un rápido crecimiento demográfico en los años 2000. Así, su población creció un 48% entre el 2000 y el 2006. Luego se estabilizó, registrando un leve descenso.

## Economía
Antiguamente muy orientada a la agricultura y la pesca, hoy en día la economía de La Marina se enfoca más al turismo sostenido gracias a una política muy restrictiva al desarrollo urbanístico incontrolado. La Marina cuenta con un resort/camping internacional de la máxima categoría "Gran Confort", siendo este su principal atractivo turístico para extranjeros; en cuanto al turismo local la playa galardonada con bandera azul es el principal recurso turístico. La Marina cuenta también con dos hoteles y numerosos restaurantes en su zona urbana.

## Monumentos
La Iglesia de San Francisco de Asís
fue construida a finales del siglo XIX tras quedarse pequeña la antigua capilla que se construyó tras la desaparición del poblado de San Francisco de Asís. Durante la Guerra Civil fue saqueada y convertida en cuartel siendo restaurada pasada la contienda. Se trata de una iglesia de pequeñas dimensiones que consta de sola nave con capillas laterales a ambos lados. En el presbiterio se alza un altar cerámico en la que se encuentra una imagen del Cristo Crucificado y ambos lados se encuentran dos hornacinas que alojan a las imágenes de San Francisco de Asís y la Virgen del Rosario, patronos de la partida.

## Fiestas
Las fiestas patronales de La Marina se celebran a finales de septiembre y principios de octubre en honor a San Francisco de Asís y la Virgen del Rosario, patronos de la pedanía.
En ellas destacan actos como la charanga, la procesión, la mascletá y los fuegos artificiales en honor a los patronos.

## Playas

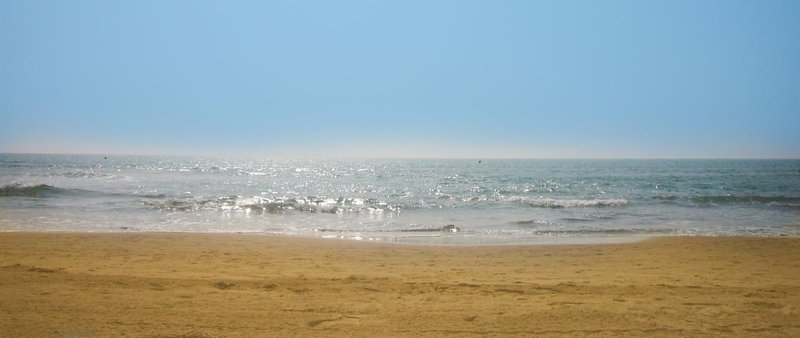
Playa de La Marina

La principal playa de esta pedanía ilicitana es la playa de La Marina, una hermosa y extensa playa (de unos 1500 metros de longitud y 20 de ancho) de arena fina y dorada. Se considera semiurbana pues parte de la playa tiene detrás edificios y otra parte tiene una gran pinada. Tiene bandera azul, vigilancia marítima y servicio de alquiler de hamacas y sombrillas. Es accesible para minusválidos. También hay una estación náutica para practicar deportes de agua. 

La playa del Pinet se encuentra a escasos metros al norte de La Marina y refleja un aspecto mucho más tradicional, con casitas, restaurantes y dos hostales en la misma arena de la playa.